# Augur
Augur è una piattaforma informatica di predizione del mercato decentralizzata e open source costruita su Ethereum. Il protocollo di Augur è un insieme di "Smart contract" (contratti intelligenti) che risiedono nella blockchain di Ethereum.

## Storia
Augur è stata fondata nel 2014 da Jack Peterson e Joey Krug. Lo sviluppo è stato finanziato da una campagna di finanziamenti su internet tra agosto ed ottobre 2015. Nel marzo 2016 viene messa a disposizione la prima versione di Augur su Ethereum testnet. Il rilascio principale di Augur è avvenuto ad agosto 2018.

## Scopo e descrizione
Il progetto Augur cerca di far leva sulla funzionalità di libro mastro paritario, globale e aperto che fornisce la tecnologia blockchain, insieme alla teoria dei giochi e ad incentivi finanziari per esplorare meglio il concetto di "saggezza della folla" (o intelligenza collettiva) e provare ad ottenere delle predizioni più accurate su eventi futuri Le specifiche tecnologie usate permetterebbero teoricamente una maggiore partecipazione confrontata con le tradizionali piattaforme di scommesse, e quindi aumenterebbero la disponibilità di mercati e la loro accuratezza.
Su Augur, qualsiasi persona e ovunque può istantaneamente creare un mercato su un suo argomento a scelta (esempio: Chi sarà il vincitore delle elezioni presidenziali statunitensi del 2016?) senza bisogno di un'approvazione centralizzata, si potrà partecipare liberamente e si perderà una minima parte di denaro in tasse. Un altro importante vantaggio è la ridotta possibilità di frodi e rischio per la controparte: gli scambi monetari sulla piattaforma saranno strettamente regolati da "smart contract" e un sistema ad "oracolo" distribuito assicurerà che nessuno possa dichiarare il falso su un evento.

## Radici concettuali
Le radici concettuali di Augur possono essere ritrovate nell'opera di Friedrich von Hayek L'uso della conoscenza in società, a cui fanno riferimento diversi membri del progetto come fonte d'ispirazione, al libro La saggezza della folla di James Surowiecki, all'idea di Future delle idee di Robin Hanson, al "whitepaper" Truthcoin di Paul Sztorc, al concetto di Schellingcoin di Vitalik Buterin, e al lavoro dell'esperto informatico Joseph Bonneau.

## Attività
L'unità di rete di base utilizzata da Augur è conosciuta come "reputazione" (o in sigla REP) che sarà usata dalla piattaforma per riferirsi ai risultati di un evento (se le predizioni saranno positive o negative) mentre i Bitcoin e gli Ethereum saranno usati per la speculazione nei mercati. Quasi tutte le unità di reputazione saranno distribuite durante la vendita pubblica (ICO) a 4800 partecipanti, ma sono impostati per essere redistribuiti in continuazione da chi li detiene.